# 霍爾穆季
霍爾穆季是伊朗的城市，位於該國西南部札格羅斯山脈，由布什爾省負責管轄，距離首府布什爾約60公里，海拔高度60米，2006年人口31,667，居民大多是波斯人。